# Zana El Beida
Zana El Beida (arabe : زانة البيضاء) est une commune de la wilaya de Batna en Algérie.

## Géographie

### Situation
Le territoire de la commune de Zana El Beida est situé au nord de la wilaya de Batna.
| Ain Djasser          | Ouled Khalouf (wilaya de Mila) | Bir Chouhada (wilaya d'Oum El Bouaghi) |
| Ain Djasser          | Zana El Beida                  | Lazrou, Seriana                        |
| El Hassi, Oued El Ma | Oued El Ma                     | Seriana                                |

### Localités de la commune
La commune de Zana El Beida est composée de 13 localités :
- Aïn Beida
- Lahbarra
- Lakhnafssa
- Ouled Achache
- Ouled Djehiche
- Ouled Menad
- Ouled Sebaa
- Ouled Ziad
- Roknia
- Saadla
- Theniet Sadra
- Titaouine
- Zana

## Patrimoine
Le site des ruines romaines de Zana est situé sur le territoire de la commune Zana El Beida. Ce site était une ancienne ville ou garnison romaine.